# Camfil
Camfil är en svensk företagsgrupp som producerar och säljer luftfilter för användning inom industriella anläggningar. Företaget har cirka 4500 anställda och finns representerat i mer än 50 länder. Camfil är trefaldiga vinnare av Stora inneklimatpriset.

## Historik

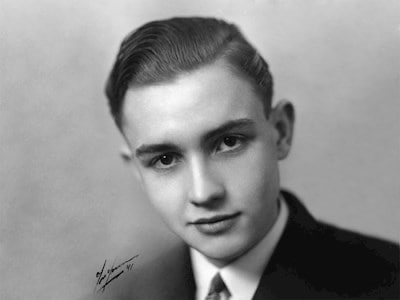
Foto av Gösta Larson 1941.

### Camfil grundas
Camfil grundades 1963 av Gösta Larson som föddes 1922 och växte upp i Norsborg. Larson studerade vid aftonskolan på Stockholms tekniska institut samtidigt som han jobbade i Svenska Fläktfabriken på dagtid. I december 1942 avlade han ingenjörsexamen i maskinteknik med verkstadsinriktning vid Stockholms tekniska institut. Han anställdes sedan på AB Bahco Fläktverkstäderna i Enköping år 1946. Med de kunskaper och branschkontakter han hade fått under sin tid på Svenska Fläktfabriken och AB Bahco kontaktade han Stig Ahlström och Sixten Person som ägde ingenjörsbyrån Värme, Ventilation och Vatten (VVV). År 1954 blev Larson delägare i VVV och tillsammans grundade de tre delägarna Luftkonditionering AB. Larson utsågs till VD för det nyetablerade bolaget. Luftkonditionering AB började specialisera sig på anläggning av ventilationssystem och etablerade samarbeten med underleverantörer. 1960 beslutade ledningen att omlokalisera Luftkonditionering AB:s produktion från Stockholm till Trosa i Södermanland.
Luftkonditionering AB ingick ett samarbete med det statliga bolaget AB Atomenergi för att tillverka delar av ventilationssystem till den svenska kärnkraftsindustrin. Kraven på luftkonditionering i kärnkraftverk var högt ställda och skilde sig från ventilationskraven i andra verksamheter. Larson hittade till slut den amerikanska firman Cambridge Filter Corporation som specialiserade sig på filter för kärnkraftsindustrin. Efter flerårigt samarbete bildade Luftkonditionering och Cambridge Filter tillsammans år 1963 Camfil AB. De båda bolagen ägde 50 procent var av det nybildade Camfil AB och Larson utsågs till VD. Företaget etablerade en ny fabrik i Trosa och upprättade även testanläggningar för filtren.

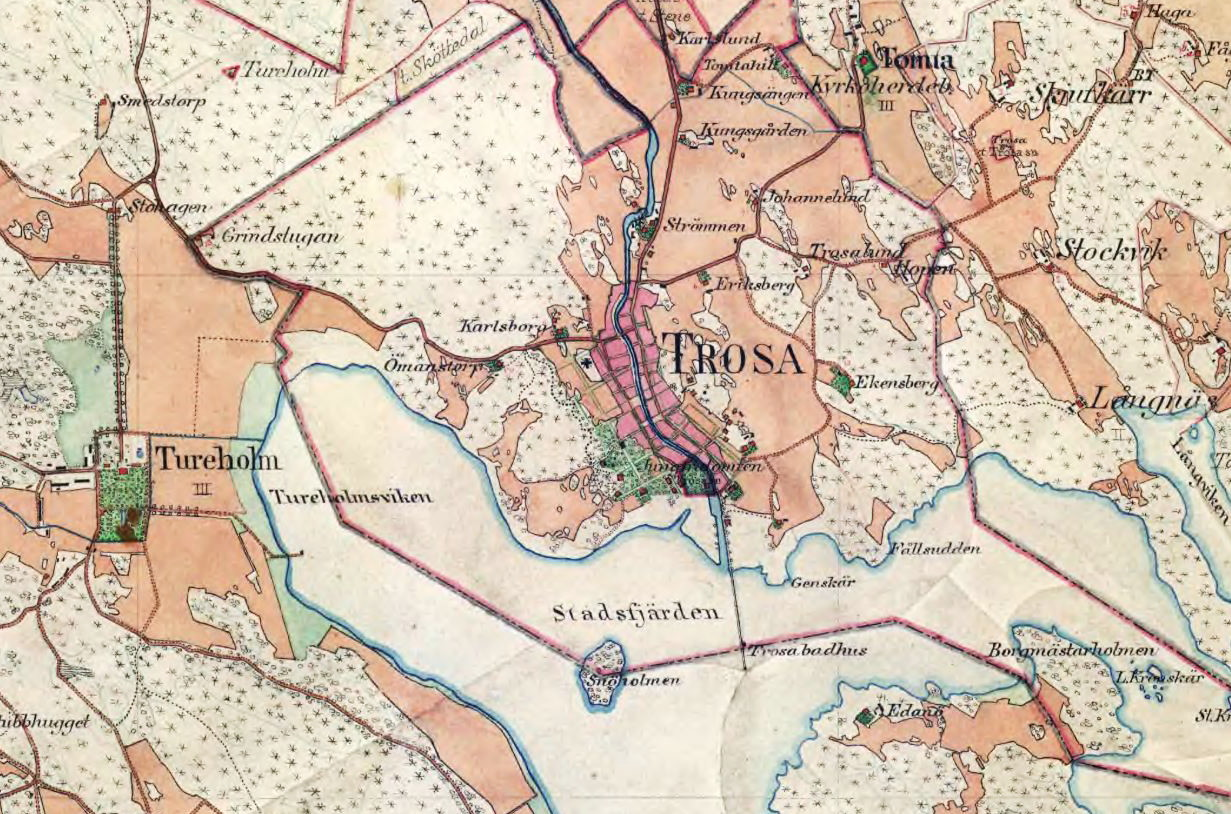
Karta över Trosa.

På 1960-talet byggdes många bostäder i Sverige vilket ledde till ökad efterfrågan på ventilationssystem. Larson såg möjligheter att specialisera företaget inom avancerade luftreningssystem till industrin samt att företaget skulle expandera på den europeiska marknaden. Person däremot ville fokusera på ventilation för bostadsmarknaden och att expandera på den nordiska marknaden.
Detta ledde till att Larsson drog sig ur ägarskapet i Luftkonditionering och köpte Luftkonditionerings andelar i Camfil år 1972. Larson förhandlade även fram ett avtal med Cambridge Filter om att ge Camfil exklusiv rätt att sälja filter på den västeuropeiska marknaden, exklusive de brittiska öarna där Cambridge Filter behöll ensamrätten. Efter separeringen av bolagen specialiserade sig Camfil på marknaden för finfilter som riktade sig till industrier som ställer högre krav på luftrening, exempelvis kärnkraftverk och läkemedelsindustrin. Larsons strategi var att fokusera på finfilter som har en högre filtreringsgrad och ett lägre tryckfall än grovfilter. Camfils utvecklings- och forskningsavdelning utformade ett DOP-test (Dispersed Oil Particulate) som används för HEPA-filter och de använde den så kallade ASHRAE-metoden, som var en etablerad metod för testning av filter på den amerikanska marknaden. Testmetoderna som Camfil introducerade blev efterhand allmänt accepterade. För att marknadsföra dessa upptäckter skrevs flera vetenskapliga artiklar som också översattes till andra språk och blev omskrivna i branschpress.

### Dotterbolag etableras i Europa
Inledningsvis hade Camfil sålt filter genom återförsäljare på den europeiska marknaden men under sent 1960-tal och under följande decennium etablerade sig Camfil med dotterbolag i andra europeiska länder, till en början i Tyskland och Schweiz, för att sedan expandera successivt till Danmark, Holland, Belgien, Italien, Frankrike, Norge och Finland.

### Camfil blir familjeägt
Som en del av avtalet mellan Gösta Larson och Cambridge Filtration Corporation som ingicks 1972, fanns det en möjlighet för Cambridge Filter att köpa Larsons samtliga aktier i Camfil 1982. Debatten i Sverige om förslaget att införa löntagarfonder ledde till att USA-baserade Cambridge Filter ville göra förändringar inom koncernen. Det första förslaget som lades fram var att Camfil inte längre skulle vara moderbolag till de europeiska dotterbolagen och att Cambridge Filter istället skulle bli moderbolag. En annan lösning som föreslogs var att investmentbolaget Incentive skulle bli majoritetsägare av Camfil, men Incentive och Cambridge Filter nådde aldrig en överenskommelse kring detta.
1982 beslutade regeringen att löntagarfonder skulle införas, vilket resulterade i att Cambridge Filter beslutade att inte köpa Gösta Larsons Camfil-aktier. På bolagsstämman 1983 beslutades att familjen skulle köpa ut Cambridge filter ur Camfil. Tanken var att Gösta Larsons son Jan Erik Larson och svärsonen Johan Markman skulle bli delägare. Skandinaviska Enskilda Banken erbjöd ett lån om Gösta Larson gick med på att lämna samtliga aktier till banken som säkerhet.
Johan Markman och Jan Erik Larson accepterade avtalet. Cirka fem månader efter beslutet om aktieförvärvet blev familjen Larson ensamma ägare av Camfil. Bolaget uppnådde en årlig tillväxt på knappt 20 procent och mellan åren 1982 och 1984 ökade omsättningen från 170 miljoner kronor till knappt 250 miljoner kronor. I takt med expansionen ökade antalet anställda, främst i Tyskland.
Under 1980-talet hade Camfil en stadig tillväxt och expansion och år 1987 hade företaget cirka 500 anställda. Gösta Larson stod inför att gå i pension och VD-posten övertogs av sonen Jan Erik Larson. Företaget valde bort att satsa på installation. I slutet av 1980-talet köpte Camfil upp en av sina största konkurrenter på den franska marknaden, det franska företaget Sofiltra. Ungefär samtidigt satsade Camfil på en verksamhet i USA, Filtra Corporation i New Jersey, som tidigare hade varit dotterbolag till Sofiltra. Under 1990-talet började Camfil sälja i Mellanöstern och Ostasien. År 1995 etablerade Camfil en bas i Kuala Lumpur i Malaysia och Camfil International AB grundades för att bedriva den internationella försäljningen. Camfil köpte även företaget Industrifilter som var inriktat på gasturbinmarknaden.

### Ratos blir delägare

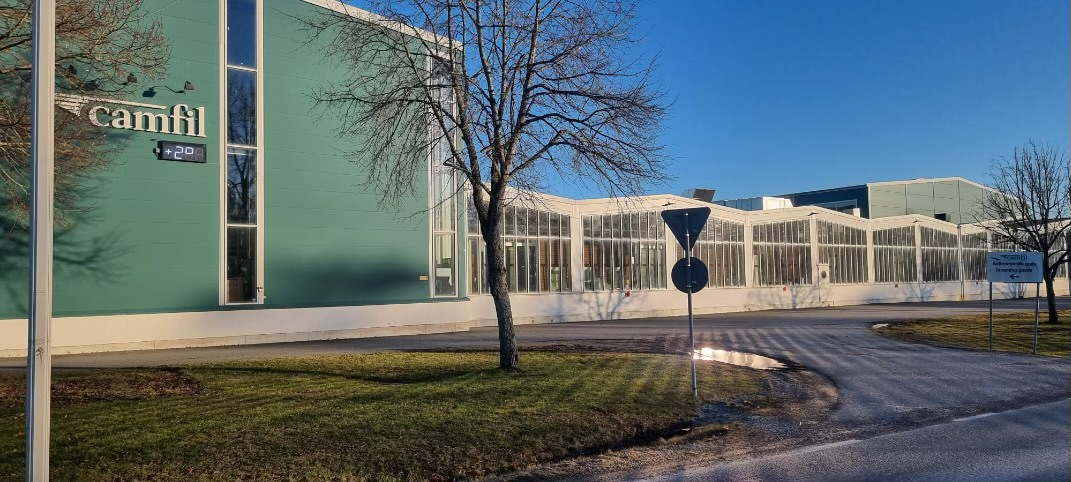
Camfils lokal i Trosa i Södermanland.

På sena 1990-talet såg koncernledningen möjlighet att ta en större andel av filtermarknaden i USA och förhandlade med den amerikanska filtertillverkaren Farr Company Inc. På grund av rättsliga skäl kunde Camfil inte köpa Farr som var börsnoterat. Affären möjliggjordes av det svenska private equity-företaget AB Ratos. Ratos köpte Farr för att sedan låta Camfil förvärva Farr i utbyte mot att Ratos blev delägare i Camfil AB med cirka 30 procents ägande. Efter att Farr avnoterades från börsen sammanslogs Camfil och Farr och tillsammans omsatte de cirka 2,5 miljarder kronor. I samband med förvärvet blev Alan O'Connell Camfils VD och Ratos fick representation i Camfils styrelse. 
Camfil utökade sitt sortiment med slutna filtersystem som användes för renrum och som ett skydd mot bioterrorism. Farrs stoftavskiljningsteknik blev också en del av Camfils utbud och år 2012 hade de en total försäljning på 350 miljoner kronor.
År 2012 blev koncernen det ledande filterföretaget i Asien och Stillahavsområdet. År 2007 omlokaliserades huvudkontoret från Trosa till Stockholm, men forskningen och maskinverkstaden stannade kvar i Trosa. Året efter satsades 30 miljoner kronor på ett varulager i Trosa omfattande 3300 kvadratmeter och all filterproduktion flyttades samtidigt till Trosa.
Camfil lanserade också sitt Hi Flo XL-filter som var en ny version påsfilter. Tidigare hade företagets påsfilter haft en metallram som i den nya versionen hade ersatts med en plastram. År 2013 beslutade företaget att forskning och utveckling endast skulle bedrivas på tre platser; det tekniska centren i Trosa i Sverige, Riverdale i USA samt Ipoh i Malaysia.
2010 inrättades en HR-avdelning för hela koncernen. I samband med det etablerades också en Competence Board för vidareutbildning av medarbetarna.

### Familjeägt företag igen
10 år efter att Camfil slutade vara helt familjeägt sålde Ratos sina andelar till familjen Larson och Markman som nu blev ensamma ägare igen. År 2013 lämnade Alan O’Connell rollen som koncernchef och Magnus Yngen som tidigare jobbat på Electrolux och Husqvarna tog över rollen.

## Kontrovers under Covid-19-pandemin
Under covid-19-pandemin 2020 rådde brist på adekvat utrustning inom sjukvården, till exempel på andningsskydd under våren 2020. Enligt Expressen hade Camfil fått i uppdrag av Region Stockholm att testa andningsskydd från olika leverantörer. I början av april distribuerade Socialstyrelsen 270 000 andningsskydd till regioner i Sverige av märket Homar KN95, varav 50 000 distribuerades till Region Stockholm. Camfil testade andningsskydden och levererade testresultatet till Karolinska Institutet som tog beslut om att de aktuella andningsskydden inte höll tillräckligt hög kvalitet. Socialstyrelsen stoppade sedan användningen av de aktuella andningsskydden med hänvisning till Region Stockholms tester.   
Parallellt med denna process offererade Camfil egenproducerade andningsskydd till Region Stockholm. Camfil producerade normalt inte andningsskydd. Offerten omfattade 5 miljoner andningsskydd till ett värde av 160 miljoner kronor och inkluderade även en option om ytterligare 3 miljoner andningsskydd. Region Stockholm lade den första beställningen på 1 miljon andningsskydd från Camfil den 8 april, dagen efter att Camfil testat den stora leveransen från Socialstyrelsen. Region Stockholms upphandling var en så kallad direktupphandling och anledningen till detta var bland annat enligt underlaget till regionstyrelsens beslut att ”avtalade leverantörer inte kunnat leverera skyddsutrustning som motsvarar behoven”. Fem veckor efter att Region Stockholm lagt den första ordern hos Camfil genomförde enligt Expressen det statliga forskningsinstitutet Rise ett nytt test av det tidigare stoppade partiet av andningsskydd och godkände då dessa andningsskydd.
Händelserna har fått viss uppmärksamhet i media. Kritik har framförts att Camfil som icke-auktoriserade fick i uppdrag att genomföra tester och att de gjorde detta kostnadsfritt samt att det skulle finnas ett samband mellan de tester som utfördes och den upphandling som genomfördes parallellt. I Expressen 22 december 2020 återges följande citat från Region Stockholms inköpsdirektör Roger Eklund ”Vi ser inte att de tester Camfil utfört är kopplade till en upphandling som utfördes. Så fort Totalförsvarets forskningsinstitut (FOI)/RISE kunde testa så började vi testa där. Innan det var Camfil enda tillgängliga laboratoriet i Sverige för att testa dessa produkter.” I samma artikel citeras finansregionrådet Iréne Svenonius (M) som lade fram förslaget att genomföra upphandlingen av andningsskydd från Camfil, ”I våras behövde både regioner och kommuner skyddsutrustning akut och ingen kunde förlita sig på internationella försändelser. Region Stockholm var vid vissa tillfällen timmar från att ha slut på skyddsutrustning.” 

## Techcenter i Trosa
Som en del av forsknings- och utvecklingsarbetet på Camfil gjordes en utbyggnad på Techcentret i Trosa 2021. Den nya byggnaden har en area på 2300m² och består av fem laboratorier som forskar och utvecklar partikelfiltrering, inomhusluftkvalitet, gasturbinindustrin, molekylärfiltrering och HEPA-teknik. Centret är högteknologiskt och bedriver avancerad forskning och utveckling samt testning av filterlösningar. Camfil är en stor arbetsgivare i kommunen.

## Personer

### Styrelse[28]
- Fredrik Malmgren
- Eva Bergenheim- Holmberg
- Per Carlsson
- Don Donovan

### Koncernchefer
- Gösta Larson (1963–1988)
- Jan Erik Larson (1988–2001)
- Alan O'Connell (2001–2013)
- Magnus Yngen (2013–2019)
- Mark Simmons (2019–)[29]